# Цирши
Цирши (латыш. Cirši) — населённый пункт в Аугшдаугавском крае Латвии. Входит в состав Науенской волости. Находится севернее села Науене. Расстояние до города Даугавпилс составляет около 17 км. По данным на 2015 год, в населённом пункте проживало 36 человек.

## История
В советское время населённый пункт был центром Вецпилсского сельсовета Даугавпилсского района. В селе располагался совхоз «Науене».